# Хеа-де-Альбаррасін
Хеа-де-Альбаррасін (ісп. Gea de Albarracín) — муніципалітет в Іспанії, у складі автономної спільноти Арагон, у провінції Теруель. Населення — 430 осіб (2010).
Муніципалітет розташований на відстані близько 200 км на схід від Мадрида, 21 км на захід від міста Теруель.

## Демографія
Динаміка населення (INE ):